# Les Écrennes
Les Écrennes ist eine französische Gemeinde mit 619 Einwohnern (Stand: 1. Januar 2022) im Département Seine-et-Marne in der Region Île-de-France. Sie gehört zum Arrondissement Melun und zum Kanton Nangis (bis 2015: Kanton Le Châtelet-en-Brie). Die Einwohner werden Écrennois genannt.

## Geografie
Les Écrennes liegt etwa 14 Kilometer ostsüdöstlich von Melun und etwa 54 Kilometer südöstlich von Paris. Umgeben wird Les Écrennes von den Nachbargemeinden La Chapelle-Gauthier im Norden, Fontenailles im Osten und Nordosten, Échouboulains im Osten und Südosten, Valence-en-Brie und Pamfou im Süden sowie Le Châtelet-en-Brie im Westen.
Die Autoroute A5 führt an der westlichen Gemeindegrenze entlang.

## Bevölkerungsentwicklung
| Jahr                      | 1962 | 1968 | 1975 | 1982 | 1990 | 1999 | 2006 | 2013 |
| Einwohner                 | 224  | 222  | 237  | 381  | 557  | 638  | 621  | 597  |
| Quelle: Cassini und INSEE |      |      |      |      |      |      |      |      |

## Sehenswürdigkeiten
Siehe auch: Liste der Monuments historiques in Les Écrennes
- Kirche Saint-Laurent aus dem 13. Jahrhundert (Monument historique)
- Herrenhaus La Grand Commune